# 丁字胡同 (西城区)
39°54′41″N 116°21′55″E / 39.911401°N 116.365336°E
丁字胡同，是位于中国北京市西城区中部的一条胡同。现已无存。

## 简介
丁字胡同呈“L”形走向，东到二龙路，北折至太平桥东街，全长300米，平均宽5米。清朝起初名“丁字街”，因为胡同走向如同“丁”字而得名。清朝后期，又称“钉子所”、“棒子所”。1965年北京市整顿地名，改称“丁字胡同”。1990年代，丁字胡同东部拆除，兴建中国电信局31号楼（今为新龙大厦）。2000年代，为兴建中海凯旋，丁字胡同北段被拆除，仅剩下北到二龙路西街，东到新龙大厦西侧的一小段。2010年代，为兴建新兴盛项目，丁字胡同被拆除。